# Paul Aussaresses
Paul Aussaresses (Saint-Paul-Cap-de-Joux, 7 de noviembre de 1918 - Sainte-Marie-aux-Mines, 3 de diciembre de 2013) fue un general del Ejército Francés, que luchó durante la Segunda Guerra Mundial, la primera guerra de Indochina y la guerra de Argelia. Sus acciones durante la guerra de Argelia, y más tarde la defensa de esas acciones, causaron una controversia considerable.
Aussaresses era un oficial de inteligencia del Ejército con un excelente historial militar, cuando se unió a las Fuerzas Francesas Libres en el norte de África durante la Segunda Guerra Mundial. En 1947 se le dio el mando del 11.º regimiento paracaidista de choque, una unidad de comando que formaba parte de la antigua agencia de inteligencia externa de Francia, el Servicio Externo de Documentación y Contraespionaje, el SDECE (reemplazado luego por la Dirección General de Seguridad Exterior, DGSE).
Aussaresses provocó controversia en 2000 cuando, en una entrevista con el periódico francés Le Monde, admitió y defendió el uso de la tortura durante la guerra de Argelia. Repitió la defensa en una entrevista en el programa 60 Minutes, argumentando además que la tortura debería usarse en la lucha contra Al Qaeda, y nuevamente defendió su uso de la tortura durante la guerra de Argelia en un libro de 2001; La batalla de la Casbah. A raíz de la controversia, fue despojado de su rango, el derecho a usar su uniforme militar y su Legión de Honor. Un documental de 2003 reveló que, después de mudarse a Brasil en 1973, Aussaresses había aconsejado a los dictadores sudamericanos sobre el uso de la tortura, ampliamente utilizada contra los opositores de izquierda a los regímenes militares de Argentina, Bolivia, Brasil, Chile y Paraguay.
Aussaresses, reconocible por su parche en el ojo, perdió su ojo izquierdo debido a una fallida cirugía de cataratas.